# Wieland der Schmied

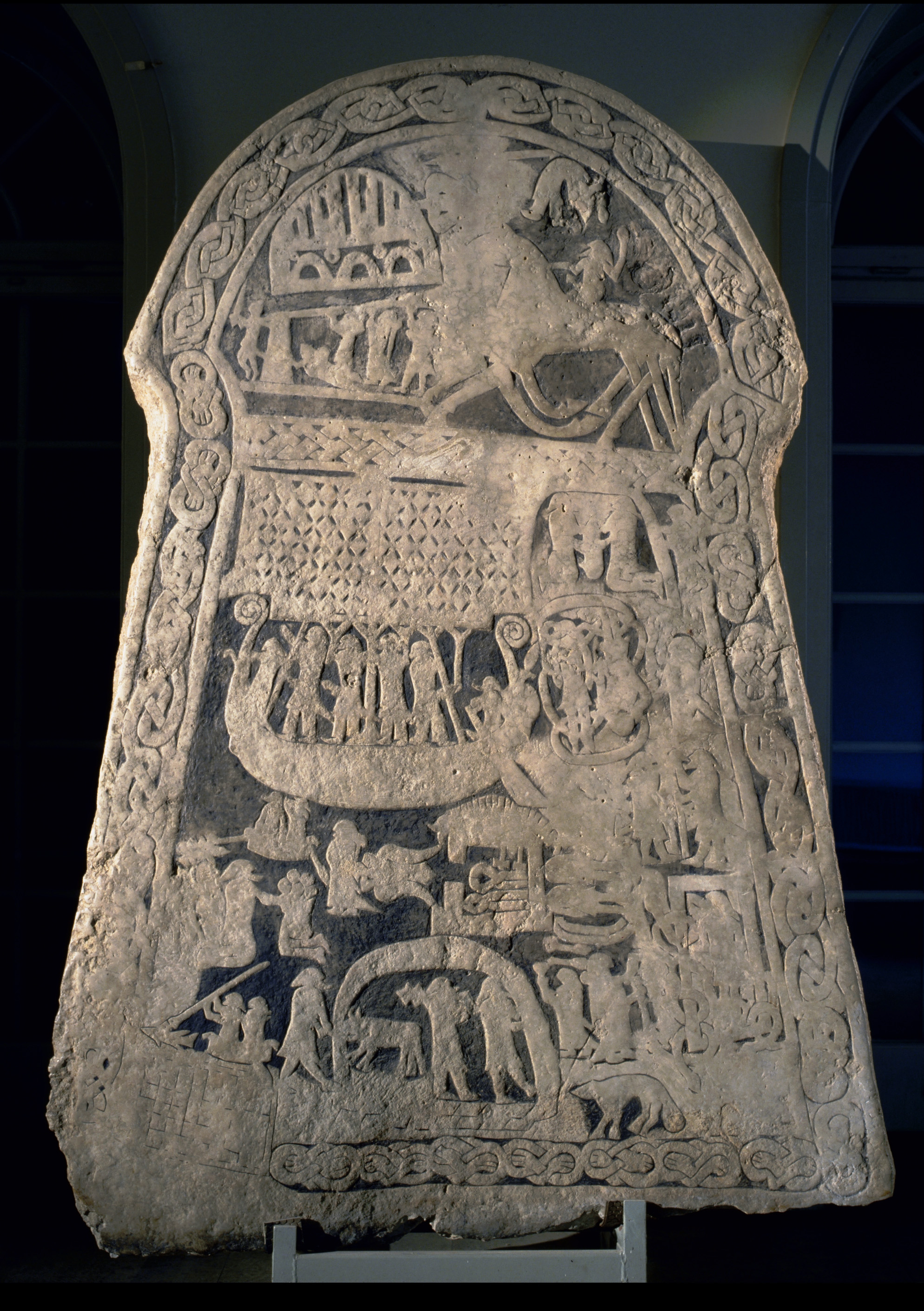
Gotländischer Bildstein mit einer Darstellung von Wielands Schmiede (unten links).

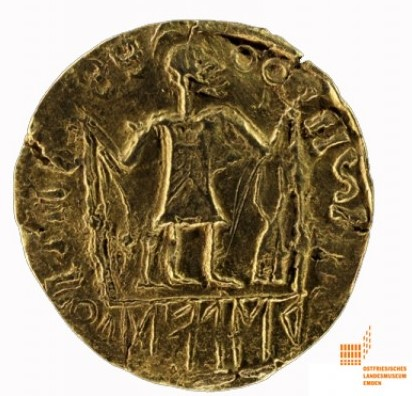
Goldener Solidus, 1948 bei Schweindorf, Ostfriesland gefunden. In Runenschrift der friesische Name Wela(n)du. Datiert 575–625 (Frisia)

Wieland der Schmied ist eine Gestalt der germanischen Heldensage. Wieland (althochdeutsch Wiolant, altenglisch Veland, altfriesisch Wela(n)du, altnordisch Völundr, Velent von vél „Kunst, Kunstgriff, List“, daher „der kunstvoll Verfertigende, Täuschende“; vgl. die Angaben unter Wieland) ist der Name eines kunstreichen Schmiedes, der ursprünglich in der germanischen Mythologie als halbgöttliches Wesen erscheint. Er kann mit Hephaistos (Motiv des lahmen Schmiedes), Erichthonios (Motiv des Lahmen und der Erfindung von Mitteln zu Fortbewegung) sowie mit Erechtheus und dessen Nachkommen Daidalos (Motiv der Flugmaschine) verglichen werden. Der Sage nach stammt Wieland aus Gossensaß („Gotensitz“) im heutigen Südtirol. 1835 verfasste der Dichter Karl Simrock ein Versepos mit dem Titel Wieland der Schmied. In der Folge setzte sich auch Richard Wagner in einem unkomponiert gebliebenen Dramenentwurf mit dem Stoff auseinander.

## Sagenüberlieferung

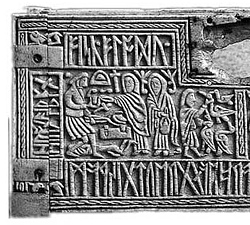
Darstellung von Wieland dem Schmied auf der Vorderseite des Runenkästchens von Auzon (genannt Franks Casket), 7. Jahrhundert

Die Wielandsage erscheint in verschiedenen Varianten, wobei ein Handlungskern jedoch in allen Bearbeitungen übereinstimmt. Hauptquellen für die beiden unterschiedlichen Sagenversionen sind zum einen die Thidrekssaga, zum anderen die Völundarkviða, das Völundlied der Lieder-Edda. In beiden Fassungen wird Wieland durch König Nidung – in der Edda Níðuð genannt – gelähmt, indem dieser die Fuß- bzw. Kniesehnen des mythischen Schmieds durchtrennen lässt. Wieland rächt sich in beiden Fällen, indem er Nidung-Níðuðs Söhne tötet, ihre Hirnschalen zu vergoldeten Trinkschalen verarbeitet und mit der Tochter des neidischen Königs ein Kind zeugt. Schließlich fliegt Wieland davon.
Das Schwert Mimung, das Wieland in der Thidrekssaga schmiedete und das darin eine so wesentliche Rolle einnimmt, kommt im Völundlied der Edda nicht unter diesem Namen vor. Auch wird im Völundlied nicht erwähnt, dass das Kind aus der Verbindung mit der Königstochter Wittich (an. Widga) heißt. Daneben kommt Wieland auch in dem aus England stammenden Handschrift-Fragment Waldere (um 1000), einer altenglischen Fassung der Sage von Walther und Hildegund, vor. Darin wird erzählt, dass Theodric dem Wielandssohn Widia (Wittich) ein Schwert übergeben wollte, nachdem Widia ihn aus der Gewalt von Riesen befreit hatte.

### Wieland in der Thidrekssaga

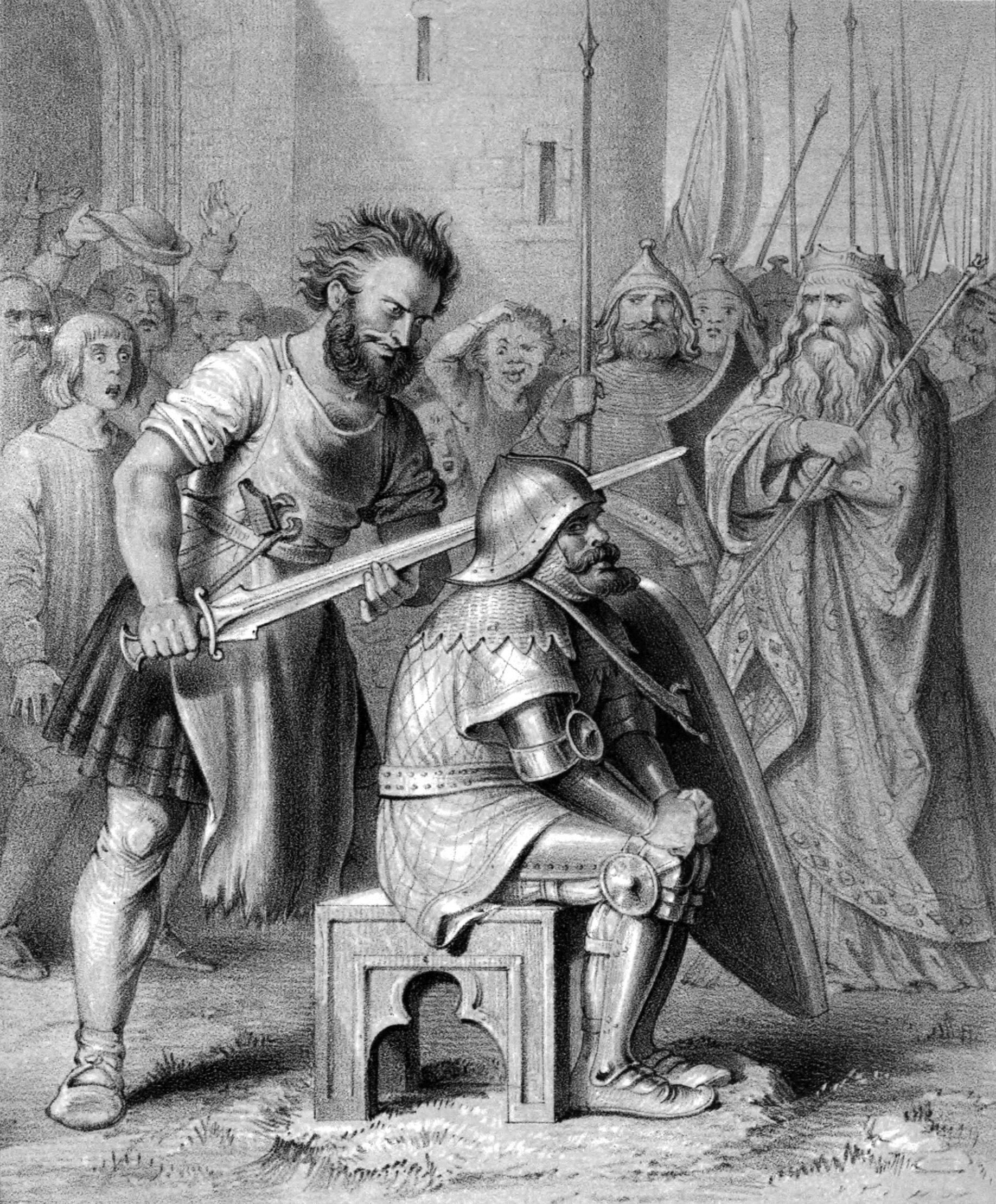
Wieland durchtrennt Ämilias’ Helm mit seinem Schwert Mimung (Illustration von Wilhelm von Kaulbach, 1848).

Wieland, der in der Thidrekssaga als Velent auftritt, war der Sohn des Meerriesen Vadi (in deutschen Übersetzungen „Wate“) und wurde von diesem erst bei dem berühmten Schmied Mime in die Lehre gegeben. Nach einiger Zeit kam dann auch Siegfried-Sigurd zu Mime in die Lehre. Dieser war ein wilder Bursche, und es gab oft Streit unter den Lehrlingen, wobei Siegfried als der Stärkere immer die Oberhand behielt und seine beiden Hausgenossen kräftig durchprügelte. Irgendwann hielt es Wieland nicht mehr aus und suchte sich eine andere Lehrstelle bei Zwergen, die ihn zum kunstreichsten aller Schmiede machten. Diese Zwerge lebten in einem Felsen, der Ballova hieß. Die Bezeichnung des Felsens deckt sich etymologisch mit dem heutigen Namen der sauerländischen Kleinstadt Balve mit der bekannten Balver Höhle.
Wieland gelang es, den Zwergen zu entkommen, die ihn bei sich behalten wollten, und in einem Einbaum die Weser hinunterzufahren. So landete er in Jütland, im Reich von König Nidung. Bei diesem verdingte er sich zuerst als Mundschenk. Dabei spülte er einmal drei Messer am Meer und verlor dabei eins. Als guter Schmied war es für ihn ein leichtes, ein neues Messer herzustellen. Als der König dieses Messer beim Essen benutzte, schnitt es nicht nur durch die Speise, sondern auch durch den Teller und tief in den Tisch hinein. Nidung wollte wissen, wer so einen guten Stahl geschmiedet habe, und fand heraus, dass es Wieland gewesen war. Der Schmied des Königs, Ämilias, wurde neidisch auf Wieland und bot ihm einen Wettkampf an. Ämilias sollte eine Rüstung schmieden und Wieland ein Schwert, und wessen Kunst sich als schwächer herausstellen sollte, der müsse sterben. Wieland schmiedete daraufhin das Schwert Mimung, Ämilias schmiedete einen Helm. Im Kampf tötete Wieland Ämilias, durch dessen Helm das Schwert Mimung „wie durch Butter“ ging. Nach einem Zerwürfnis ließ Nidung Wieland die Beine lähmen, weil er nicht wollte, dass so ein guter Schmied ihm abhanden komme. Wieland rächte sich, indem er des Königs beide Söhne tötete und deren Schädel in goldene Pokale für des Königs Tafel einarbeitete. Außerdem vergewaltigte er des Königs Tochter Badhilde, die hierauf den Wittich gebar, der dann selbst in der deutschen Heldensage (u. a. als Gefolgsmann von Dietrich von Bern) in Erscheinung tritt. Der lahme Wieland befreite sich dadurch, dass er sich ein Federkleid schmiedete und damit entfloh.

### Wieland im Völundlied der Lieder-Edda

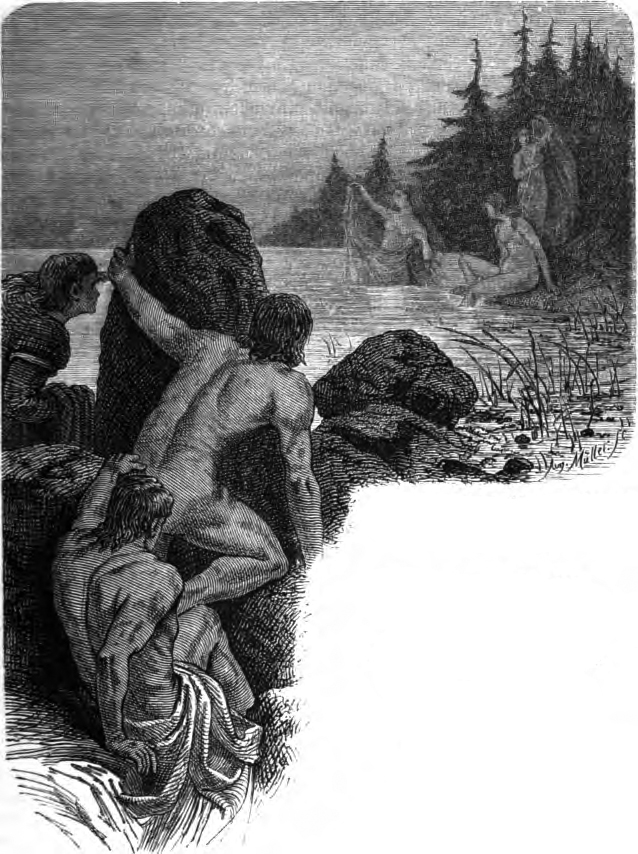
Die drei Schmiedeburschen belauschen drei Walkürenjungfrauen (Illustration von Friedrich Wilhelm Heine, 1882).

Im Völundlied (Völundarkviða) wird das Schicksal Wielands, der hier Völund genannt wird, insgesamt ähnlich, aber in Einzelheiten mit deutlichen Abweichungen behandelt. Anfangs wohnte er mit seinen beiden Brüdern Egil und Schlagfidr eine Zeitlang in Ulfdalir, wo sie drei Schwanenjungfrauen fanden. Mit diesen lebten sie zusammen, bis dieselben nach sieben Jahren davonflogen, um als Walküren den Schlachten nachzuziehen. Wieland wird danach von den Kriegern Níðuðs, der als Herrscher der Njaren bezeichnet wird, entführt und, nachdem ihm auf Rat der Frau des Königs Níðuð die Sehnen der Kniekehlen durchtrennt wurden, auf Säwarstad festgehalten, um zu schmieden. Níðuð nahm auch das Schwert an sich, das Wieland vorher geschmiedet hatte. Ähnlich wie in der Thidrekssaga tötet Wieland aus Rache die beiden kleinen Söhne Níðuðs und macht versilberte Trinkschalen aus ihren Hirnschalen sowie Schmuck aus ihren Augen und Zähnen, die er Níðuð und seiner Familie gibt. Auch hier entflieht Wöland durch die Luft und ruft Níðuð dabei zu, dass er dessen Söhne getötet und seine Tochter Bödwild geschwängert hat. In einigen Versionen der Sage wird Wieland von seinem Bruder Egil unterstützt. Dieser ist ein berühmter Bogenschütze und Jäger. Um ihn zu testen, lässt ihn Nidung einen Apfel vom Kopf seines Sohnes schießen – dieser Teil der Sage zeigt deutliche Motivparallelen zur Sage von Daidalos und vom Meisterschützen Toko bei Saxo Grammaticus, die als Vorbild für die Entstehung der Legende des Schweizer Nationalhelden Wilhelm Tell im 15. Jahrhundert diente.

### Das Schwert Mimung
Das Schwert Mimung, das Wieland in der Thidrekssaga herstellte, benannte er nach seinem Lehrer Mimir. Die Klinge schmiedete er dreimal neu, nach jeder Fertigstellung tauchte er sie in das Wasser eines Baches und ließ von der Strömung ein immer größeres Büschel Wollfasern dagegen treiben, um dem König dessen Schärfe zu zeigen. Nach der ersten und zweiten Neufertigung zerfeilte er das Schwert, vermischte die Späne mit Weizenmehl und gab das Gemisch Gänsen zu fressen, die drei Tage gehungert hatten. Anschließend erschmolz er aus dem Gänsekot das Eisen und schmiedete daraus ein kleineres, aber schärferes Schwert. Nach der dritten Neufertigung war das Schwert so scharf, dass es ein drei Fuß dickes Wollbüschel zerschnitt, das im Bach gegen das Schwert trieb. König Nidung wollte das Schwert natürlich besitzen, aber Wieland nahm es unter dem Vorwand, er wolle noch eine kostbare Scheide fertigen, in seine Schmiede und verbarg es unter der Esse. Für den König schmiedete er ein anderes Schwert, das genauso aussah, aber weniger scharf war. Das Schwert Mimung gab er dann später seinem Sohn Wittich, als dieser zum Hofe König Dietrichs von Bern ziehen wollte.

## Bewertung aus Sicht der Metallurgie
Das Eisen hatte den im Gänsekot enthaltenen Stickstoff aufgenommen. Den weiteren Vorgang nennt man Nitrieren. Es handelt sich um einen bedeutenden Fortschritt seit den Anfängen der Eisenproduktion im Rennofen, dem sogenannten Rennfeuerverfahren, bei dem hauptsächlich Kohlenstoff zur Härte des Eisens beiträgt, was wiederum zur Entdeckung des Stahls führte. Allerdings handelte es sich bei den damaligen Ausgangsprodukten um Eisenschwamm. Das dreimalige Schmieden macht die aufwändige Weiterverarbeitung deutlich. Es kann beim Schmieden auch durch Eindiffusion von Stickstoff eine sehr harte Oberfläche (ε- und γ'-Eisennitride) entstehen, die je nach Behandlungszeit und -temperatur einige zehntel Millimeter stark ist.

## Spätere Bearbeitungen der Sage
Die Sage von Wieland ist von Karl Simrock im Amelungenlied als Gedicht Wieland der Schmied und im vierten Teil des „Heldenbuchs“ dargestellt. Im Amelungenlied findet die Sage von Wieland eine Fortsetzung in der Sage um Wittich, seinen und Bathildes Sohn, die zahlreiche Parallelen mit der Siegfriedsage des Nibelungenliedes und zahlreiche Anspielungen auf nordische, angelsächsische, englische und deutsche Überlieferungen aufweist, aber auch auf altfranzösische Sagen, in denen Wieland Gallant heißt.
Mit der Sage beschäftigte sich 1849/50 auch Richard Wagner im Vorfeld der Dichtung für sein Musikdrama Der Ring des Nibelungen. Wagner fasste die Sage in seinem Aufsatz Das Kunstwerk der Zukunft als Entwurf zu einem Künstlerdrama zusammen, das er für die Pariser Oper konzipiert hatte. Im Entwurf ist zu lesen:
„Wieland der Schmied schuf aus Lust und Freude an seinem Tun die kunstreichsten Geschmeide, herrliche Waffen, scharf und schön. Als er am Meeresstrande badete, gewahrte er eine Schwanenjungfrau, die mit ihren Schwestern durch die Lüfte geflogen kam, ihr Schwanengewand ablegte, und ebenfalls in die Wellen des Meeres sich tauchte. Von heißer Liebe entbrannte Wieland. Er stürzte sich in die Flut, bekämpfte und gewann das wundervolle Weib. Liebe brach auch ihren Stolz und so lebten sie in seliger Sorge für einander wonnig vereint. Einen Ring gab sie ihm: den möge er sie nie wiedergewinnen lassen, denn wie sehr sie ihn liebe, sehne sie sich doch auch nach der alten Freiheit, nach dem Fluge durch die Lüfte zu dem glücklichen Eilande ihrer Heimat, und zu diesem Fluge gäbe der Ring ihr die Macht. Wieland schmiedete eine große Zahl von Ringen, dem des Schwanenweibes gleich, und hing sie an einem Baste in seinem Hause auf, denn unter ihnen sollte sie den ihrigen nicht erkennen. Von einer Fahrt kam er einst heim. Weh! Da war sein Haus zertrümmert, sein Weib aus ihm in weite Ferne entflogen!“
Wagner kombinierte die Wielandsage hier mit der Siegfriedsage. In seiner Version von Wieland der Schmied nimmt der König (hier Neiding genannt) Wieland gefangen und verfährt mit ihm, wie in dem Heldenepos von Simrock beschrieben. Am Ende verbindet Wagner die Kunstfertigkeit des Schmiedes mit seiner eigenen „freien Kunst“ und mit den freiheitlichen Bestrebungen des Volkes und lässt Wieland schließlich entfliehen:
„Aus Not, aus furchtbar allgewaltiger Not, lernte der geknechtete Künstler erfinden, was noch keines Menschen Geist begriffen hat. Wieland fand es, wie er sich Flügel schmiedete! Flügel, um kühn sich zu erheben zur Rache an seinem Peiniger. Flügel, um weit hin sich zu schwingen zu dem seligen Eilande seines Weibes! Er tat es, er vollbrachte es, was die höchste Not ihm eingegeben. Getragen von dem Werke seiner Kunst flog er auf zu der Höhe, von da herab er Neidings Herz mit tödlichem Geschosse traf, schwang er in wonnig kühnem Fluge durch die Lüfte sich dahin, wo er die Geliebte seiner Jugend wiederfand. O einziges, herrliches Volk! Das hast Du gedichtet, und Du selbst bist dieser Wieland! Schmiede Deine Flügel, und schwinge Dich auf!“
Wagner hat den Wielandstoff nicht weiterverarbeitet und sich stattdessen mit der Siegfriedsage auseinandergesetzt.

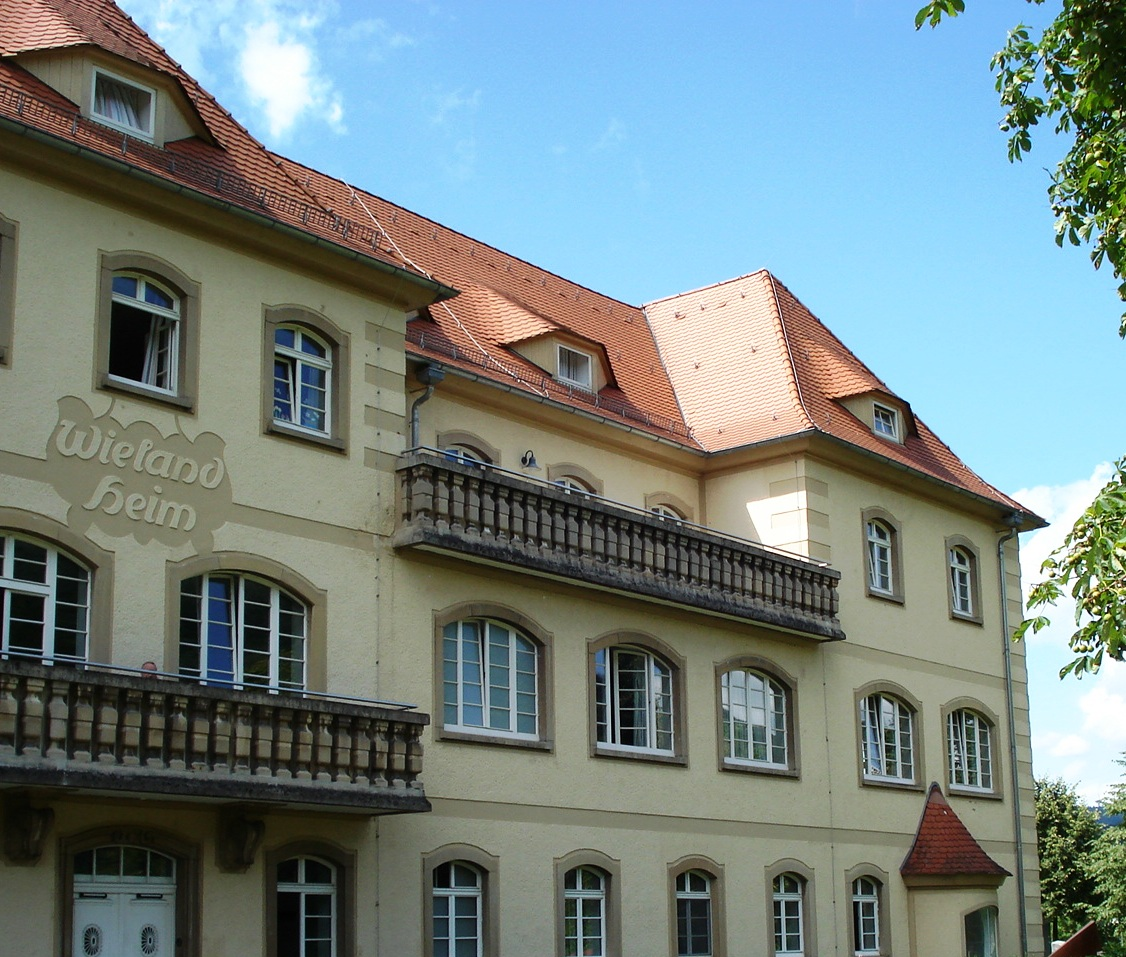
Wielandheim der Orthopädischen Universitätsklinik Heidelberg

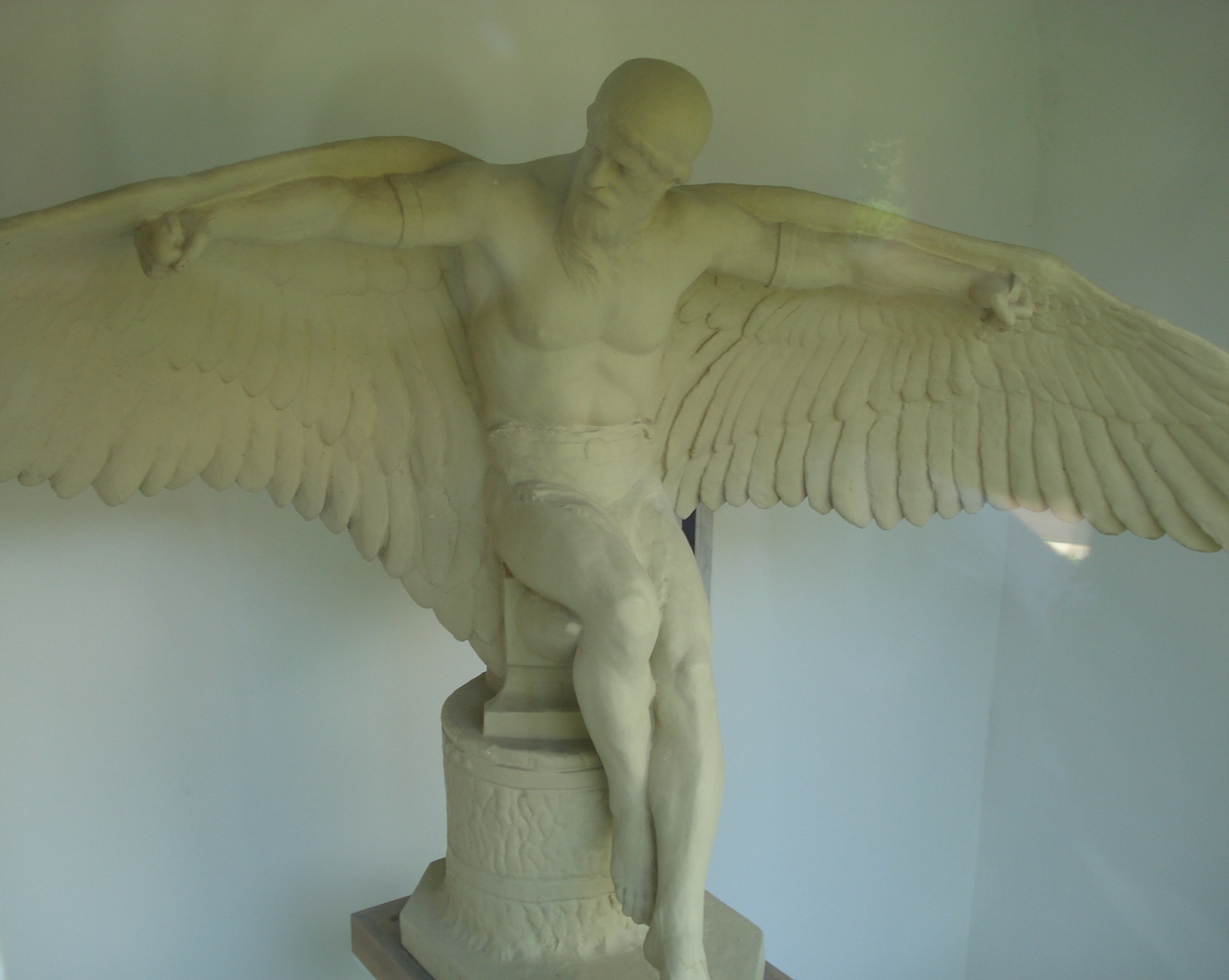
Wieland-Skulptur im Wielandheim der Orthopädischen Universitätsklinik Heidelberg

Eine Oper über diesen Stoff schuf dagegen der bayrische Komponist Jakob Gruber (1855–1908).

## Trivia
Adolf Hitler plante zusammen mit seinem Jugendfreund August Kubizek, das von Richard Wagner abgebrochene Opernprojekt Wieland der Schmied selbst fortzusetzen. Ein Notenblatt ihres nicht ausgeführten Kompositionswerkes wurde in St. Pölten ausgestellt. Im Spielfilm Schtonk, der die Vorgänge um die gefälschten Hitler-Tagebücher persifliert, phantasiert der zunehmend wahnsinnig werdende Protagonist Hermann Willié davon, neben anderen vermeintlich echten Hitler-Schriftstücken auch die von Hitler und Kubizek vervollständigte Oper beschaffen zu können.  
Als 1928 ein neues „Landeskrüppelheim“ in Baden geplant und gebaut wurde, benannte man es Wielandheim nach Wieland dem Schmied – heute (im Jahr 2014) ist es das Gebäude J der Orthopädischen Universitätsklinik in Heidelberg-Schlierbach.
Auch im „Erlebnisaufzug“, dem Zugang zum Aufzug zur Burg Altena, wird Wieland thematisiert.